# إنتاج زوجي
الإنتاج الزوجي في الفيزياء يعني تكون جسيم أولي و(نقيض الجسيم) من أحد الفوتونات ذو طاقة كافية لنشأتهما .أي أن طاقة الفوتون يجب أن لا تقل عن مجموع كتلتي الجسيمين. والمعني هنا هما كتلتي السكون للجسيمين.
كما توجد العملية العكسية حيثما يتصادم جسيم مع نقيضه، مثل حالة إفناء إلكترون-بوزيترون التي تحولهما إلى طاقة، ونشأة فوتونان، وتسمى هذه العملية إفناء.

## مثال: إنتاج الإلكترون-بوزيترون
ومثال على ذلك عملية إنتاج الإلكترون-بوزيترون من خلال تآثر أحد الفوتونات مع المجال الكهربي لأحد أنوية الذرات الثقيلة . حيث تتحول كل طاقة الفوتون تقريبا إلى الكتلتين الساكنتين للجسيمين الناتجين بالإضافة إلى طاقتيهما الحركية .
| إنتاج زوجي          |                 |
|                     |                 |
| تفاعل مادة-خفيفة    |                 |
| ظاهرة منخفضة الطاقة | ظاهرة كهروضوئية |
| ظاهرة متوسطة الطاقة | تأثير كومبتون   |
| ظاهرة عالية الطاقة  | إنتاج زوجي      |

وبكتابة معادلة الطاقة لهذه العملية لا بد من أخذ طاقة الحركة التي تنتقل إلى نواة الذرية المحتضنة للتفاعل :
{\displaystyle E_{\gamma ,\mathrm {min} }=2\cdot m_{e}\cdot c^{2}\left(1+{\frac {m_{e}}{M}}\right).}
حيث.
{\displaystyle M} كتلة النواة الثقيلة
{\displaystyle m_{e}} كتله السكون للإلكترون
{\displaystyle c} سرعة الضوء في الفراغ
ويمكن لتسهيل الحساب إهمال النسبة بين كتلة الإلكترون للنواة (وهي هنا نواة الجرمانيوم) {\displaystyle {\frac {m_{e}}{M}}} فهي تساوي = 0.0000076 .
أما إذا حدثت تلك العملية في المجال الكهربي لأحد الإلكترونات بدلا عن نواة الذرة فلا تتم العملية إلا عند طاقة ابتدائية تعادل ضعف الطاقة الازمة في الحالة الأولى.
{\displaystyle E_{\gamma ,\mathrm {min} }=4\cdot m_{e}\cdot c^{2}}
أي أن شعاع غاما لا بد أن تكون طاقته 1.022 MeV على الأقل (وهي ضعف كتلة السكون للإلكترون أو البوزيترون) لكي ينشأ عنه هذان الجسيمان . ويتزايد احتمال وقوع ذلك التفاعل كلما ازداد العدد الذري للعنصر. ويمكن مشاهدة إنتاج الإلكترون-بوزيترون في جهاز غرفة الفقاقيع .